# Joline Höstman
Carolina Joline Höstman (Göteborg, 24 september 1988) is een Zweedse zwemster. Ze vertegenwoordigde haar vaderland op de Olympische Zomerspelen 2008 in Peking.

## Carrière
Bij haar internationale debuut, op de Europese kampioenschappen zwemmen 2008 in Eindhoven, sleepte Höstman de bronzen medaille in de wacht op de 100 meter schoolslag en eindigde ze als zesde op de 200 meter schoolslag, op de 50 meter schoolslag strandde ze in de series. Tijdens de Olympische Zomerspelen van 2008 in Peking werd de Zweedse uitgeschakeld in de halve finales van de 100 en de 200 meter schoolslag, samen met Sarah Sjöström, Anna-Karin Kammerling en Josefin Lillhage werd ze gediskwalificeerd in de finale van de 4x100 meter schoolslag. Op de Europese kampioenschappen kortebaanzwemmen 2008 in Rijeka eindigde Höstman als vijfde op de 200 meter schoolslag en als achtste op de 50 meter schoolslag, op de 100 meter schoolslag strandde ze in de halve finales. Op de 4x50 meter wisselslag werd ze samen met Lovisa Ericsson, Cecilia Rasmuson en Claire Hedenskog gediskwalificeerd in de finale.
In Rome nam de Zweedse deel aan de wereldkampioenschappen zwemmen 2009. Op dit toernooi eindigde ze als achtste op de 200 meter schoolslag, daarnaast werd ze uitgeschakeld in de halve finales van de 100 meter schoolslag en in de series van de 50 meter schoolslag. Samen met Sarah Sjöström, Gabriella Fagundez en Josefin Lillhage strandde ze in de series van de 4x100 meter wisselslag. Tijdens de Europese kampioenschappen kortebaanzwemmen 2009 in Istanboel veroverde Höstman de bronzen medaille op de 200 meter schoolslag, op zowel de 50 als de 100 meter schoolslag werd ze uitgeschakeld in de series.
Op de Europese kampioenschappen zwemmen 2010 in Boedapest eindigde de Zweedse als vierde op zowel de 100 als de 200 meter schoolslag, op de 4x100 meter wisselslag legde ze samen met Henrietta Stenkvist, Therese Alshammar en Sarah Sjöström beslag op de zilveren medaille. In Dubai nam Höstman deel aan de wereldkampioenschappen kortebaanzwemmen 2010. Op dit toernooi strandde ze in de halve finales van de 100 meter schoolslag en in de series van de 200 meter schoolslag, samen met Petra Granlund, Therese Alshammar en Sarah Sjöström eindigde ze als vijfde op de 4x100 meter wisselslag.
Tijdens de wereldkampioenschappen zwemmen 2011 in Shanghai werd de Zweedse uitgeschakeld in de halve finales van de 100 meter schoolslag en in de series van de 200 meter schoolslag. Op de 4x100 meter wisselslag strandde ze samen met Sarah Sjöström, Martina Granström en Ida Marko-Varga in de series. Op de Europese kampioenschappen kortebaanzwemmen 2011 in Szczecin eindigde Höstman als vierde op de 100 meter schoolslag en als zevende op de 200 meter schoolslag, samen met Michelle Coleman, Petra Granlund en Magdalena Kuras eindigde ze als zesde op de 4x50 meter wisselslag.

## Internationale toernooien
| Jaar | Olympische Spelen                                           | WK langebaan                                                                    | WK kortebaan                                                 | EK langebaan                                                | EK kortebaan                                                                   |
| ---- | ----------------------------------------------------------- | ------------------------------------------------------------------------------- | ------------------------------------------------------------ | ----------------------------------------------------------- | ------------------------------------------------------------------------------ |
| 2008 | 9e 100m schoolslag 12e 200m schoolslag DQ 4x100m wisselslag |                                                                                 | geen deelname                                                | 17e 50m schoolslag · 100m schoolslag · 6e 200m schoolslag   | 8e 50m schoolslag 9e 100m schoolslag 5e 200m schoolslag DQ 4x50m wisselslag    |
| 2009 |                                                             | 36e 50m schoolslag 10e 100m schoolslag 8e 200m schoolslag 11e 4x100m wisselslag |                                                              |                                                             | 22e 50m schoolslag · 21e 100m schoolslag · 200m schoolslag                     |
| 2010 |                                                             |                                                                                 | 10e 100m schoolslag 14e 200m schoolslag 5e 4x100m wisselslag | 4e 100m schoolslag · 4e 200m schoolslag · 4x100m wisselslag | geen deelname                                                                  |
| 2011 |                                                             | 14e 100m schoolslag 21e 200m schoolslag 10e 4x100m wisselslag                   |                                                              |                                                             | serie 50m schoolslag 4e 100m schoolslag 7e 200m schoolslag 6e 4x50m wisselslag |

## Persoonlijke records
Bijgewerkt tot en met 4 december 2010

### Kortebaan
| Afstand         | Tijd    | Datum            | Plaats    |
| --------------- | ------- | ---------------- | --------- |
| 50m schoolslag  | 30,54   | 7 november 2009  | Moskou    |
| 100m schoolslag | 1.05,27 | 4 december 2010  | Stockholm |
| 200m schoolslag | 2.19,28 | 11 december 2009 | Istanboel |

### Langebaan
| Afstand         | Tijd    | Datum         | Plaats    |
| --------------- | ------- | ------------- | --------- |
| 50m schoolslag  | 31,80   | 16 april 2009 | Amsterdam |
| 100m schoolslag | 1.07,21 | 27 juli 2009  | Rome      |
| 200m schoolslag | 2.22,24 | 30 juli 2009  | Rome      |